# Dipturus doutrei
Dipturus doutrei  (лат.) — вид хрящевых рыб семейства ромбовых скатов отряда скатообразных. Обитают в юго-восточной и центрально-восточной части Атлантического океана между 22° с. ш. и 37° ю. ш. и  между 21°з. д.  и 26° в. д. Встречаются на глубине до 1200 м. Их крупные, уплощённые грудные плавники образуют диск в виде ромба с заострённым рылом. Максимальная зарегистрированная длина 100 см.

## Таксономия
Впервые вид был научно описан в 1960 году как Raja doutrei. Лектотип представляет собой неполовозрелого самца длиной 59,4 см, пойманного у побережья Сенегала (14°52′ с. ш. 17°10′ з. д.) на глубине 500 м. Вид назван в честь М. М. Дутра, главного директора рыбного хозяйства Сенегала.

## Ареал
Эти батидемерсальные скаты обитают в водах Сенегала, Анголы, Намибии и ЮАР. Встречаются на глубине от 163 до 1200 м, обычно между 450 и 600 м.

## Описание
Широкие и плоские грудные плавники этих скатов образуют ромбический диск с треугольным вытянутым рылом и закруглёнными краями. На вентральной стороне диска расположены 5 жаберных щелей, ноздри и рот. На длинном хвосте имеются латеральные складки. У этих скатов 2 редуцированных спинных плавника и редуцированный хвостовой плавник.
Толстый хвост короче диска. Вентральная сторона диска гладкая за исключением нескольких колючек на рыле. Затылочные шипы и срединный ряд колючек отсутствуют. Окраска дорсальной поверхности диска тёмно-коричневого цвета с тёмными пятнами неправильной формы. Задний край диска и грудных плавников чёрные. Вентральная поверхность тёмно-коричневая с чёрными порами и светлыми отметинами у основания грудных плавников, клоаки и хвоста. Максимальная зарегистрированная длина 100 см.

## Биология
Подобно прочим ромбовым эти скаты откладывают яйца, заключённые в жёсткую роговую капсулу с выступами на концах. Эмбрионы питаются исключительно желтком. Рацион взрослых скатов состоит из донных рыб, крабов и креветок.

## Взаимодействие с человеком
Не представляют коммерческой ценности. Попадаются в качестве прилова при промысле мерлузы. Данных для оценки Международным союзом охраны природы охранного статуса вида недостаточно.